# إيفان شابوفالوف
وهو مؤلف ومنتج فرقة البوب الروسية تاتو (t.A.T.u) والتي تتكون من لينا كاتينا ويوليا فولكوفا والذي ارغمهم على تمثيل دور فتاتين مثليتين من اجل الشهرة والمال. قام في بادئ الأمر بأختيار لينا كاتينا والتي سجلت مجموعة من التجارب منها "Yugoslavia" و "Belochka" وبعدعا قام بأضافة يوليا فولكوفا إلى الفرقة. انفصلت الفرقة عنه عام 2004.

## روابط خارجية
- إيفان شابوفالوف على موقع ميوزك برينز (الإنجليزية)
- إيفان شابوفالوف على موقع ديسكوغز (الإنجليزية)